# 地黄叶报春
地黄叶报春（学名：Primula blattariformis）为报春花科报春花属下的一个种。

## 扩展阅读
- 維基物種上的相關：地黄叶报春